# Deutsche Schwimmmeisterschaften 1906
Die 23. Deutschen Meisterschaften im Schwimmen fanden am 12. und 13. August 1906 in Hamburg statt. Es wurde eine Strecke von 100 m sowie 1500 m geschwommen und der Mehrkampf ausgetragen, welche aus Tauchen, Springen und 100 m Schwimmen bestand. Zudem fanden Vorläufe (ohne Meisterschaft) in 100 m Rücken, 400 m Brust und 3 × 200 m Freistil der Männer statt. Die Staffelsieger erhielten einen „Weltausstellungspreis“. 100 m Brust und 200 m Freistil der Frauen fanden ohne Meisterschaft, sondern als Vorläufer statt.
| Disziplin       | Name           | Verein                                  | Zeit        | Punkte |
| --------------- | -------------- | --------------------------------------- | ----------- | ------ |
| 100 m Freistil  | Bernhard Gedat | Charlottenburger Schwimmverein von 1887 | 1:16,4 min  | –      |
| 1500 m Freistil | Emil Rausch    | Poseidon Berlin                         | 25:41,2 min | –      |
| Mehrkampf       | August Müller  | Bremer SC 1885                          | –           | 42,10  |